# Gaj (Srbsko)
Gaj (v srbské cyrilici Гај, česky Gáj) je vesnice v srbském Banátu ve Vojvodině, součást města Kovin. V roce 2011 měla 2929 obyvatel. V Gáji žije česká menšina, podle údajů ze sčítání z roku 2002 tvořili Češi se 137 příslušníky přibližně 4 % obyvatelstva vesnice. Gáj leží na levém břehu Dunaje, od kterého je vzdálen přibližně 7 kilometrů.

## Česká menšina
Češi přišli do Gáje v roce 1920 v rámci druhotné migrace – stěhovali se z vesnic v horách rumunského Banátu, zejména z Gerníku. Důvodem jejich stěhování bylo hledání úrodnějšího místa. V Gáji nikdy nefungovala česká škola, nicméně v současné době (2022) se vyučuje čeština na tamější Základní škole Miši Stojkoviće. Gájští Češi jsou většinou římskokatolického vyznání, podíleli se na výstavbě tamního kostela svatého Václava, jenž byl vysvěcen v roce 1940 poté, co do něj kruščičtí krajané věnovali oltář. Společně s českoselským kostelem svatého Jana Nepomuckého se jedná o poslední kostely srbského Banátu, kde se dnes (2022) mše slouží v češtině. Ve vsi působí Česká beseda Gáj s předsedou Ferdou Fričem, jednou z hlavních událostí české menšiny v Gáji je Svatováclavská jízda pořádaná každoročně 28. září. O gájských krajanech vznikl v roce 2009 dokumentární snímek Gáj Pavla Boreckého.